# Bill Hutchens
Bill Hutchens (Newcastle, 26 maggio 1960) è un attore, regista e produttore cinematografico australiano.

## Biografia
Ha fondato a Londra la sua società di produzione dove è attivo per promuovere emotivamente la libertà creativa, artistica e cinematografica di giovani talenti. 
Come attore ha interpretato svariati ruoli in diversi film australiani e internazionali. In Italia è stato sul set del film Il Monaco che vinse l'Apocalisse (Joachim and the Apocalypse), regia di Jordan River (2023), dove Bill Hutchens interpreta il ruolo del Cabbalista Ebreo. La sua voce italiana è quella di Carlo Valli, doppiatore noto per essere la voce di Robin Williams.

## Filmografia parziale

### Attore
Cinema
- The Human Centipede II (Full Sequence), regia di Tom Six (2011)
- Saint Dracula 3D, regia di Rupesh Paul (2012)
- Through The Lens, regia di Oscar Forshaw Swift (2014)
- Legend of the Golden Fishcake, regia di John O'Lone (2014)
- Run Away with Me, regia di Eren Özkural (2015)
- The Human Centipede III (Final Sequence), regia di Tom Six (2015)
- Art Ache, regia di Berty Cadilhac (2015)
- No Panic, With a Hint of Hysteria, regia di Tomasz Szafranski (2016)
- The Devil Complex, regia di Mark Evans (2016)
- Further Ed, regia di George Webster (2017)
- Your Flesh, Your Curse, regia di Kasper Juhl (2017)
- A Summer in Avignon, regia di Tom O'Dwyer (2018)
- Fuck You Immortality, regia di Federico Scargiali (2019)
- Hello Darlin', regia di Gary Delaney (2020)
- Curse of the Blind Dead, regia di Raffaele Picchio (2020)
- Il Monaco che vinse l'Apocalisse, regia di Jordan River (2023)

Televisione
- The Napoleon Complex - serie TV (2009)
- Got a Moment?: The Web Series - serie TV (2016)

### Regista
- The Beast Next Door - cortometraggio (2014)
- Kindred Spirits (2020)

### Produttore
- The Beast Next Door - cortometraggio (2014)
- The Devil Complex (2016)
- Fuck You Immortality (2019)
- Kindred Spirits (2020)